# Горгондзола
 Тази статия е за вида италианско сирене.  За италианския град вижте Горгондзола (Италия).  
Горгондзо́ла (на италиански: Gorgonzola) е вид италианско меко сирене с благородна плесен, с 48 % масленост и контролирано наименование на произход. Спада към групата на сините сирена.

## История
Производството на сиренето води началото си от ХІ век, от когато започва да се произвежда в Ломбардия. Днес основното производство е съсредоточено в районите на Милано, Новара, Комо, Бергамо, Бреша, Биела, Кремона, Варезе, Вербания, Верчели, Павия, Леко и Алесандрия. Сиренето получава своето наименование по името на малко градче в околностите на Милано.
През 1970 г. най-големите производители на горгондзола създават „Сдружение за защита на сиренето Горгондзола“ (Consorzio per la tutela del formaggio Gorgonzola) което контролира производството и продажбата на сиренето. Горгондзола се продава в търговската мрежа с печат с инициалите CG.
Сиренето има контролирано наименование за произход, признато през 1955 г. на национално ниво в Италия и през 1996 г. – от Европейския съюз.

## Характеристика
Сиренето горгондзола има специфична, дебела, червеникава кора, която е прошарена със сиви петна плесен. Вътрешността на сиренето е бяла до светло жълта, изпъстрена със зелено-сини жилки и канали с благородна плесен. Сиренето има пикантен и ароматен вкус със сладки нотки, който се дължи на дълбоко проникналия във вътрешността на сиренето мухъл и богатата флора по повърхността.
Произвежда се на цилиндрични пити с тегло от 6 до 13 кг. В 100 гр. сирене горгондзола се съдържат мазнини - 31 гр., белтъчини - 19 гр., липиди - 26 гр., фосфор - 360 мгр., калций - 420 мгр., натрий - 780 мгр., холестерол – 88 мгр.; калоричност: 370 Kкал.

## Производство
Горгондзола се произвежда от краве или козе мляко, понякога от смес от двата вида мляко.
Сиренето основно се прави от краве мляко с добавка на ферменти и благородните плесени Penicillium glaucum и Penicillium roqueforti. Спорите се въвеждат в младото сирене посредством метални пръти, които създават въздушни канали, вследствие на което при разрез сиренето има характерни зелени жилки. Сиренето съзрява от 2 до 4 месеца.
Горгондзола, направено от козе мляко е твърдо и солено. Такова сирене се прави най-вече в областта Prealpi на Пиемонт и Ломбардия, в района на Леко и Алесандрия.

## Разновидности
- Горгондзола дуе пасте (Gorgonzola due paste): това сирене може да се намери днес много рядко, тъй като то отлежава повече от година. То има силен и пикантен вкус и е предпочитано от ценителити на горгондзола.

- Горгондзола уна паста (Gorgonzola una pasta) е произведено във фабрични условия.

- Горгондзола долче (Gorgonzola dolce) е меко и маслено сирене с леко сладък вкус, съзрявало 60 дни.

- Горгондзола пиканте (Gorgonzola piccante) е ароматно сирене, съзрявало от 90 до 100 дни.

- Горгондзола долчелате (Gorgonzola Dolcelatte) е младо, меко, кремообразно сирене със сладък вкус, което се прави в района на Павия.

- Гондола е датска версия на горгондзола.

## Употреба
Горгондзола се съчетава отлично с червени плътни вина и с плодове. Използва се основно като десертно сирене, а също така и при приготвянето на различни видове паста, ризото, полента и др. ястия. Може да се използва и като съставна част на салати, сосове и дресинги.